# Фране Чир'як
Фране Чир'як (хорв. Frane Čirjak; нар. 23 червня 1995, Задар, Хорватія) — хорватський футболіст, центральний півзахисник клубу «Львів».

## Клубна кар'єра
Вихованець «Задара», у футболці якого 2013 року дебютував у дорослому футболі. У липні 2015 року підписав контракт з представником швейцарської Суперліги ФК «Люцерн», який повинен був діяти до червня 2018 року. У новій команді дебютував 12 серпня 2015 року в домашньому поєдинку проти «Санкт-Галлена». У середині вересня 2016 року достроково розірвав контракт з клубом. У лютому 2017 року повернувся до Хорватії, де підсилив «Загреб». Того ж року виїхав до сусідньої Боснії і Герцеговини, де уклав договір зі «Зриньські». У сезоні 2017/18 років допоміг команді виграти національний чемпіонат.
На початку жовтня 2020 року підписав контракт зі «Львовом» до кінця червня 2021 року.

## Кар'єра в збірній
Викликався до табору юнацької збірної Хорватії (U-18), але за команду не провів жодного поєдинку. У 2013 році зіграв 5 матчів у футболці юнацької збірної Хорватії (U-19).

## Досягнення
- Прем'єр-ліга Боснії і Герцеговини
  -  Чемпіон (1): 2017/18